# August von Janson

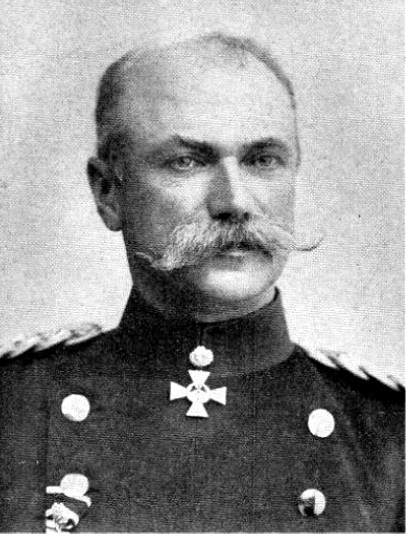
August von Janson

Rudolf August von Janson (* 27. April 1844 in Dothen, Kreis Heiligenbeil; † 1. Dezember 1917 in Berlin-Wilmersdorf) war ein preußischer General der Infanterie sowie Militärschriftsteller.

## Leben

### Herkunft
August entstammte einer alten schottischen Familie, die im 16. Jahrhundert in die Niederlande auswanderte. Er war der Sohn von August Philipp Alexander von Janson (1783–1869) und dessen Ehefrau Johanna Mathilde, geborene Besthorn (1798–1879). Sein Vater war preußischer Oberstleutnant a. D. und Herrn auf Dothen (dem späteren Donskoje, heute nicht mehr existent).

### Militärkarriere
Janson besuchte von 1852 bis Juli 1861 das Gymnasium in Braunsberg. Am 11. August 1861 trat er als Füsilier in die 12. Kompanie des 2. Ostpreußischen Grenadier-Regiments Nr. 3 der Preußischen Armee in Königsberg ein. Nach dem erfolgreichen Besuch der Kriegsschule in Neiße wurde Janson am 11. November 1862 zum Sekondeleutnant befördert. Unter Stellung à la suite seines Regiments folgte am 26. April 1864 seine Kommandierung nach Gotha zum I. Bataillon des Sachsen-Coburgisch-Gothaischen Infanterie-Regiments. Mit diesem kämpfte er 1866 während des Deutschen Krieges im Mainfeldzug bei Langensalza, Oerlenbach, Hundheim und Roßbrunn. Für seine Leistungen bei Hundsheim erhielt er den Roten Adlerorden IV. Klasse mit Schwertern. Nach dem Friedensschluss absolvierte Janson ab 15. November 1866 für drei Jahre die Kriegsakademie.
Laut der Militärkonvention vom 26. Juni 1867 wurde aus den drei Bataillonen des Regiments zum 1. Oktober 1867 das neue Infanterie-Regiment Nr. 95 formiert und Janson zwischenzeitlich am 25. September 1867 nach Hildburghausen versetzt. Am 12. April 1870 zum Premierleutnant befördert, wurde er zur Begleitung des Prinzen Heinrich Reuß auf dessen Reise vom 15. Juni bis zum 16. Juli 1870 in die Schweiz abkommandiert.
Mit seinem Regiment nahm Janson nach dem Beginn des Krieges gegen Frankreich beim XI. Armee-Korps an der Schlacht bei Weißenburg teil. In der sich anschließenden Schlacht bei Wörth wurde er durch einen Gewehrschuss durch den rechten Arm und in die Brust schwer verwundet. Ausgezeichnet mit dem Eisernen Kreuz II. Klasse, war Janson erst Ende Februar 1871 wieder verwendungsfähig und fungierte ab 5. März 1871 als Führer der 3. Kompanie. Vom 6. August bis 21. September 1871 führte er die 3. Ersatz-Kompanie und wurde am 21. Oktober 1871 zum Großen Generalstab in Berlin kommandiert.
Unter der Beförderung zum Hauptmann wurde Janson am 18. April 1872 in den Großen Generalstab versetzt. Von hier kam er am 30. November 1872 in den Generalstab des I. Armee-Korps in Königsberg. Daran schloss sich eine Verwendung vom 26. Juni 1876 bis zum 11. März 1878 im Generalstab der 2. Division in Danzig an. Anschließend diente Janson als Chef der 8. Kompanie im Ostpreußischen Füsilier-Regiment Nr. 33, bevor er am 12. August 1879 wieder in den Großen Generalstab versetzt wurde. Am 18. Oktober 1879 zum Major befördert, wurde er am 14. November 1879 in die Abteilung für Armee-Angelegenheiten A des Kriegsministeriums versetzt. Für ein Jahr war Janson dann ab September 1884 zum Garde-Schützen-Bataillon kommandiert und wurde am 16. September 1885 zum Kommandeur des Lauenburgischen Jäger-Bataillons Nr. 9 in Ratzeburg ernannt. In dieser Stellung am 22. März 1887 zum Oberstleutnant befördert, folgte am 14. Februar 1888 seine Ernennung zum Chef des Generalstabs des IX. Armee-Korps in Altona. Nach seiner Beförderung zum Oberst am 21. Juli 1889 unternahm er im November 1890 eine Erkundungsreise durch Italien.
Rang und Gebührnisse eines Brigadekommandeurs erhielt Janson am 27. Januar 1891. Die Beförderung zum Generalmajor folgte am 28. Juli 1892 und Ende Jahre ernannte man ihn zum Kommandeur der 55. Infanterie-Brigade in Karlsruhe. Als solcher wurde er vom 6. bis 13. September 1895 zu den Manövern der Schweizer Armee kommandiert. Zeitgleich mit der Beförderung zum Generalleutnant wurde Janson am 18. Juli 1896 zum Kommandeur der 3. Division in Stettin ernannt, bis man ihn schließlich am 10. August 1899 mit Pension unter Verleihung des Kronenordens I. Klasse mit Schwertern zur Disposition stellte.
Nach der Verabschiedung widmete er sich verstärkt seiner schriftstellerischen Tätigkeit zu verschiedenen militärwissenschaftlichen Themen. In den Jahren 1902/03 reiste er nach Ostasien und am 16. Juni 1913 verlieh ihm Wilhelm II. den Charakter als General der Infanterie.
Nach seinem Tod wurde Jansonam 4. Dezember 1917 auf dem Invalidenfriedhof beigesetzt, später seine Frau und ein Enkel, der Oberleutnant in der Legion Condor Thilo von Janson (1910–1938).

### Familie
Janson hatte sich am 11. September 1872 in Gotha mit Sara Hedwig Eva Henriette von Holtzendorff (1848–1929) verheiratet. Sie war die der Eveline von Ribbentrop und des Otto von Holtzendorff. Aus der Ehe gingen mehrere Kinder hervor, darunter der spätere deutsche Korvettenkapitän Gerhard von Janson (1881–1961).

## Veröffentlichungen
- Wie gestaltet sich das Exercir-Reglement der Infanterie. 1873.
- Dienst des Truppen-Generalstabes im Frieden. E. S. Mittler & Sohn, Berlin 1899.
- Der junge Infanterieoffizier und seine taktische Ausbildung. Berlin 1900.
- Das strategische und taktische Zusammenwirken von Heer und Flotte. Kessinger Pub Co, 2010.
- Geschichte der Befreiungskriege, Geschichte des Feldzuges 1814 in Frankreich. 2 Bände, Berlin 1903.
- Die Wehrkraft Japans begründet in der Eigenart von Land und Leuten. E. S. Mittler & Sohn, Berlin 1904.
- Zusammenwirken von Heer und Flotte im russisch-Japanischen Kriege. Verlag R. Eisenschmidt, Berlin 1905.
- König Friedrich Wilhelm III. in der Schlacht. Ehv-History, 2014, ISBN 978-3955645113.
- Das Problem der englischen Heeresreform. In: Deutsche Rundschau. 1908, Heft 6
- Der Überfall über See als Feldzugseinleitung. Kriegsgeschichtliche Studie, Verlag R. Eisenschmidt, 1909.
- Hans Karl von Winterfeldt, des Großen Königs Generalstabschef. Georg Stilke, Berlin 1913.
- Des Großen Königs Erbe. Gebrüder Paetel Verlag, 1917.

## Auszeichnungen
- Komturkreuz II. Klasse des Hausordens der Wendischen Krone im Oktober 1888
- Großkomtur des Greifenordens im Dezember 1892
- Kommandeurkreuz I. Klasse des Ordens vom Zähringer Löwen im März 1895
- Stern zum Roten Adlerorden II. Klasse mit Eichenlaub am 16. Januar 1898
- Orden der Eisernen Krone I. Klasse im Dezember 1906